# Сан-Джермано-Верчеллезе
Сан-Джермано-Верчеллезе (італ. San Germano Vercellese, п'єм. San German) — муніципалітет в Італії, у регіоні П'ємонт, провінція Верчеллі.
Сан-Джермано-Верчеллезе розташований на відстані близько 520 км на північний захід від Рима, 55 км на північний схід від Турина, 14 км на захід від Верчеллі.
Населення — 1731 особа (2014).

## Демографія
Населення за роками:

Станом на 1 січня 2023 року в муніципалітеті офіційно проживали 194 іноземці з 20 країн, серед них 52 громадяни країн Євросоюзу та 6 громадян України.

## Сусідні муніципалітети
- Казанова-Ельво
- Крова
- Ольчененго
- Саласко
- Сантія
- Тронцано-Верчеллезе
- Верчеллі